# Actinobole
Actinobole là một chi thực vật có hoa trong họ Cúc (Asteraceae).

## Loài
Chi Actinobole gồm các loài: